# Jumil

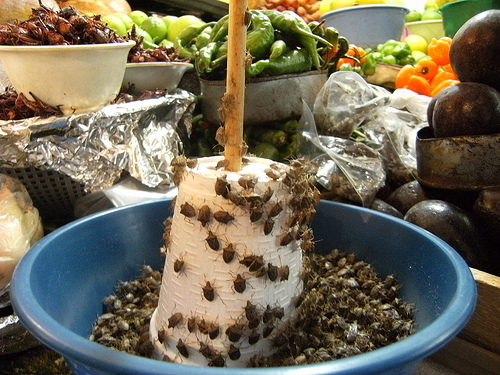
Insetos jumiles vivos em um mercado

Jumil, chinche de monte ou xotlinilli é o nome que se dá no México a várias espécies de insetos hemípteros comestíveis da família Pentatomidae (Edessa mexicana, Atizies taxcoensis, entre outros).
Medem pouco menos de um centímetro (as fêmeas são maiores que os machos). São consumidos principalmente nos estados mexicanos de Morelos e Guerrero, tendo um característico sabor parecido com o da canela, proveniente dos galhos e folhas dos quais os insetos se alimentam. Em Taxco e outras partes do México, são comidos vivos. Sem dúvida, na gastronomia, por influência da visão eurocentrista, que ignora o preparo de insetos (diferente dos asiáticos, africanos e indígenas americanos), o jumil foi depreciado pelo "gastronomia de luxo" mexicana. A Enciclopédia do México, por exemplo, qualifica como de "fétido cheiro" e "oleoso e picante sabor" o líquido oriundo destes insetos e pelo qual são tão apreciados em algumas comunidades indígenas, apesar de erroneamente se interpretar este consumo como resultado da falta de recursos e da superstição . 
Na época pré-colonização espanhola, os astecas caminhavam em peregrinação ao Cerro del Huixteco, perto da cidade de Taxco, em Guerrero, para subir ao templo dedicado ao jumil. Atualmente, a peregrinação continua sendo celebrada na primeira segunda-feira depois do dia de finados, ainda que o habitat do inseto esteja em perigo devido ao processo de urbanização da região. Em Taxco, se celebra a "feira de jumil" durante o mês de outubro, onde se pode degustar estes insetos, vivos ou cozinhados .

## Leituras recomendadas
- LOMELÍ, Arturo. La sabiduría de la comida popular. Grijalbo, México, 2004.
- MUÑOZ ZURITA, Ricardo. Diccionario enciclopédico de gastronomía mexicana. Editorial Clío, México, 2000.